# ديفيد بيكرينغ
ديفيد بيكرينغ (بالإنجليزية: David Pickering)‏ هو كاتب بريطاني، ولد في 1958.